# Taghzirt
Taghzirt  (in arabo تاكزيرت‎?) è un centro abitato e comune rurale del Marocco situato nella provincia di Béni Mellal, regione di Béni Mellal-Khénifra. Conta una popolazione di 19 936 abitanti (censimento 2014).